# Ergo Proxy
Az Ergo Proxy (エルゴプラクシー; Hepburn: Erugo Purakushī) japán sci-fi animesorozat, amelyet a Manglobe stúdió készített és 2006. február 25-én mutatták be Japánban a WOWOW satellite műsoraként. Murasze Sukó rendezte és a forgatókönyvet Szató Dai írta. Az Ergo Proxy sajátossága a 2D-s CEL animáció, 3D-s számítógépes modellezés és digitális filmtrükkök kombinációja. A sorozatra jellemzőek a cyberpunk, steampunk és gothic vonásai és erőteljesen a főszereplők lélektanára és mentalitására fókuszál.

## Főszereplők
Re-l Mayer (リル・メイヤー)
- Szinkronhangja: Szaitó Rie (japán); Karen Thompson (angol)

Vincent Law (ビンセント・ロウ)
- Szinkronhangja: Jusza Kódzsi (japán); Liam O’Brien (angol)

Pino (ピノ)
- Szinkronhangja: Jadzsima Akiko (japán); Rachel Hirschfeld (angol)

## További szereplők
Raul Creed (ラウル・クリード)
- Szinkronhangja: Hanada Hikaru (japán); Patrick Seitz (angol)

Daedalus Yumeno (デダルス・ユメノ)
- Szinkronhangja: Kobajasi Szanae (japán); Yuri Lowenthal (angol)

Iggy (イギー)
- Szinkronhangja: Mizuucsi Kijomicu (japán); Travis Willingham (angol)

Kristeva (クリステヴァ)
- Szinkronhangja: Kuvasima Hóko (japán); Kirsten Potter (angol)

Regent Donov Mayer (ドノブ・メイヤー)
Derrida (デリタ) – Szinkronhangja: Szoumi Jóko (japán); Melodee Spevack (angol)
Lacan (ラカン) – Szinkronhangja: Tanaka Acuko (japán); Barbara Goodson (angol)
Husserl (フッサール) – Szinkronhangja: Sibata Hidekacu (japán); Michael McConnohie (angol)
Berkeley (バークリー) – Szinkronhangja: Simaka Jú (japán); Doug Stone (angol)

## Epizódlista
| #  | Epizód címe | Első japán sugárzás | Első angol sugárzás  |
| -- | --- | ------------------- | -------------------- |
| 1  | Pulse of Awakening/Awakening Hadzsimari no Kodó (はじまりの鼓動/Awakening; Hepburn: Hajimari no Kodō)                                                                    | 2006. február 25.   | 2007. június 9.      |
| 2  | Confession of a Fellow Citizen/Confession Joki Simin no Kokuhaku (良き市民の告白/Confession; Hepburn: Yoki Shimin no Kokuhaku)                                           | 2006. március 4.    | 2007. június 16.     |
| 3  | Leap into the Void/Mazecity Mu e no Csójaku (無への跳躍/Mazecity; Hepburn: Mu e no Chōyaku)                                                                              | 2006. március 11.   | 2007. június 23.     |
| 4  | Signs of Future, Hades of Future/Futu-Risk Mirai Jomi, Mirai Jomi (未来詠み、未来黄泉/Futu-Risk; Hepburn: Mirai Yomi, Mirai Yomi)                                        | 2006. március 18.   | 2007. július 7.      |
| 5  | Recall/Twilight Sókan (召還/Tasogare; Hepburn: Shōkan) | 2006. április 1.    | 2007. július 14.     |
| 6  | Return Home/Homecoming Kikan (帰還/Domecoming; Hepburn: Kikan) | 2006. április 8.    | 2007. július 21.     |
| 7  | RE-L124C41+ Riru 124C41+ (リル124C41+/RE-L1244C41+; Hepburn: Riru 124C41+)                                                                                               | 2006. április 15.   | 2007. július 28.     |
| 8  | Light Beam/Shining Sign Kószen (光線/Shining Sign; Hepburn: Kōsen) | 2006. április 22.   | 2007. augusztus 3.   |
| 9  | Shards of Brilliance/Angel's Share Kagajaki no Hahen (輝きの破片/Angel's Share; Hepburn: Kagayaki no Hahen)                                                              | 2006. április 29.   | 2007. augusztus 11.  |
| 10 | Existence/Cytotropism Szonzai (存在/Cytotropism; Hepburn: Sonzai) | 2006. május 13.     | 2007. augusztus 18.  |
| 11 | In the White Darkness/Anamnesis Siroi Jami no Naka (白い闇の中/Anamnesis; Hepburn: Shiroi Yami no Naka)                                                                  | 2006. május 20.     | 2007. augusztus 25.  |
| 12 | When You're Smiling/Hideout Kimi Hohoemeba (君微笑めば/Hideout; Hepburn: Kimi Hohoemeba)                                                                                 | 2006. május 27.     | 2007. szeptember 1.  |
| 13 | Conceptual Blindspot/Wrong Way Home Kószó no Sikaku (構想の死角/Wrong Way Home; Hepburn: Kōsō no Shikaku)                                                                | 2006. június 3.     | 2007. szeptember 8.  |
| 14 | Someone Like You/Ophelia Anata ni Nita Dareka (貴方に似た誰か/Ophelia; Hepburn: Anata ni Nita Dareka)                                                                    | 2006. június 10.    | 2007. szeptember 15. |
| 15 | Nightmare Quiz Show/Who Wants to Be in Jeopardy! [Nama] Akumu no Kuizu SHOW! ([生] 悪夢のクイズSHOW!/Who Wants to Be in Jeopardy!; Hepburn: [Nama] Akumu no Kuizu SHOW!) | 2006. június 17.    | 2007. szeptember 22. |
| 16 | Dead Calm/Busy Doing Nothing Deddo Kámu (デッドカーム/Busy Doing Nothing; Hepburn: Deddo Kāmu)                                                                           | 2006. június 24.    | 2007. szeptember 29. |
| 17 | Never-Ending Battle/Terra Incognita Ovaranai Tatakai (終わらない戦い/Terra Incognita; Hepburn: Owaranai Tatakai)                                                         | 2006. július 1.     | 2007. október 6.     |
| 18 | Sign of the End/Life After God Súcsaku no Sirabe (終着の調べ/Life After God; Hepburn: Shūchaku no Shirabe)                                                               | 2006. július 8.     | 2007. október 13.    |
| 19 | The Girl with a Smile/Eternal Smile Sódzso Szumairu (少女スマイル/Eternal Smile; Hepburn: Shōjo Sumairu)                                                                 | 2006. július 15.    | 2007. október 20.    |
| 20 | Sacred Eye of the Void/Goodbye, Vincent Kokú no Hidzsiri Me (虚空の聖眼/Goodbye, Vincent; Hepburn: Kokū no Hijiri Me)                                                    | 2006. július 22.    | 2007. október 27.    |
| 21 | The Place at the End of Time/Shampoo Planet Toki Hate Curu So (時果つる処/Shampoo Planet; Hepburn: Toki Hate Tsuru Sho)                                                  | 2006. július 29.    | 2007. november 3.    |
| 22 | Bind/Bilbul Sikkoku (桎梏/Bilbul; Hepburn: Shikkoku) | 2006. augusztus 5.  | 2007. november 17.   |
| 23 | Proxy/Deus ex Machina Dairinin (代理人/Deus ex Machina; Hepburn: Dairinin)                                                                                               | 2006. augusztus 12. | 2007. december 8.    |